# Kawalkada wielkanocna
Kawalkada wielkanocna – zwyczaj związany z Wielkanocą, będący konną procesją. Tradycja ta jest dosyć rzadka, wobec czego stanowi dużą atrakcję. W Polsce występuje tylko na Górnym Śląsku, w miejscowościach: Raciborzu Sudole, Pietrowicach Wielkich, Zawadzie Książęcej, Sternalicach, Ostropie, Pilchowicach, Bieńkowicach i Biskupicach. Prawdopodobnie istnieje jeszcze w innych miejscowościach, jednak ze względu na charakter lokalny trudne jest dotarcie do wszystkich tych miejsc. W 1988 zwyczaj został przyjęty przez wieś Żędowice. W 1937 w Wójtowej Wsi hitlerowcy wprowadzili objazd pól z udziałem osadników z Schönwaldu (obecnie Bojków) i bojówek SA.

## Pochodzenie
Trudne jest dokładne umiejscowienie pojawienia się tego zwyczaju w czasie. Prawdopodobnie pierwsze wystąpienie na terenach Polski miało miejsce już w średniowieczu. Ostropskie XIX-wieczne kroniki parafialne mówią, że zwyczaj istnieje "od niepamiętnych czasów", w Pietrowicach Wielkich tradycja sięga 300 lat. Zwyczaj prawdopodobnie związany jest z kręgiem kultury chrześcijańskiej, choć według niektórych hipotez wywodzi się on z kultu słońca i został później schrystianizowany.
W Europie zwyczaj wielkanocnej procesji konnej istnieje w Szwajcarii, Tyrolu i Niemczech, skąd prawdopodobnie się wywodzi.

## Procesja konna w Pietrowicach Wielkich
Procesja konna w Pietrowicach Wielkich, zwana też procesją stu koni, jest zwyczajem związanym z Poniedziałkiem Wielkanocnym.
Procesja wyrusza w Poniedziałek Wielkanocny o godz. 13. spod kościoła parafialnego w Pietrowicach Wielkich. Prowadzą ją trzej jeźdźcy, a za nimi jadą pozostali wraz z księdzem. Jeden z jeźdźców trzyma w dłoni krzyż opasany czerwoną wstęgą, drugi figurę Chrystusa Zmartwychwstałego. Obok jedzie także " śpiewak", intonujący pieśni i modlitwy a w bryczkach jadą zaproszeni goście.
Konna procesja udaje się do kościółka pątniczego pw. Świętego Krzyża, w którym odbywa się nabożeństwo błagalne w intencji pomyślnych zbiorów. Do wsi jeźdźcy wracają miedzami i polnymi drogami. Kiedy zbliżają się do pierwszych zabudowań, nagle ruszają z kopyta i procesja zamienia się w wyścig.
Od kilku lat po wyścigu ma miejsce organizowany przez władze gminy festyn rodzinny, na którym odbywają się różnego rodzaju pokazy artystyczne również z udziałem koni.

## Procesja konna w Ostropie

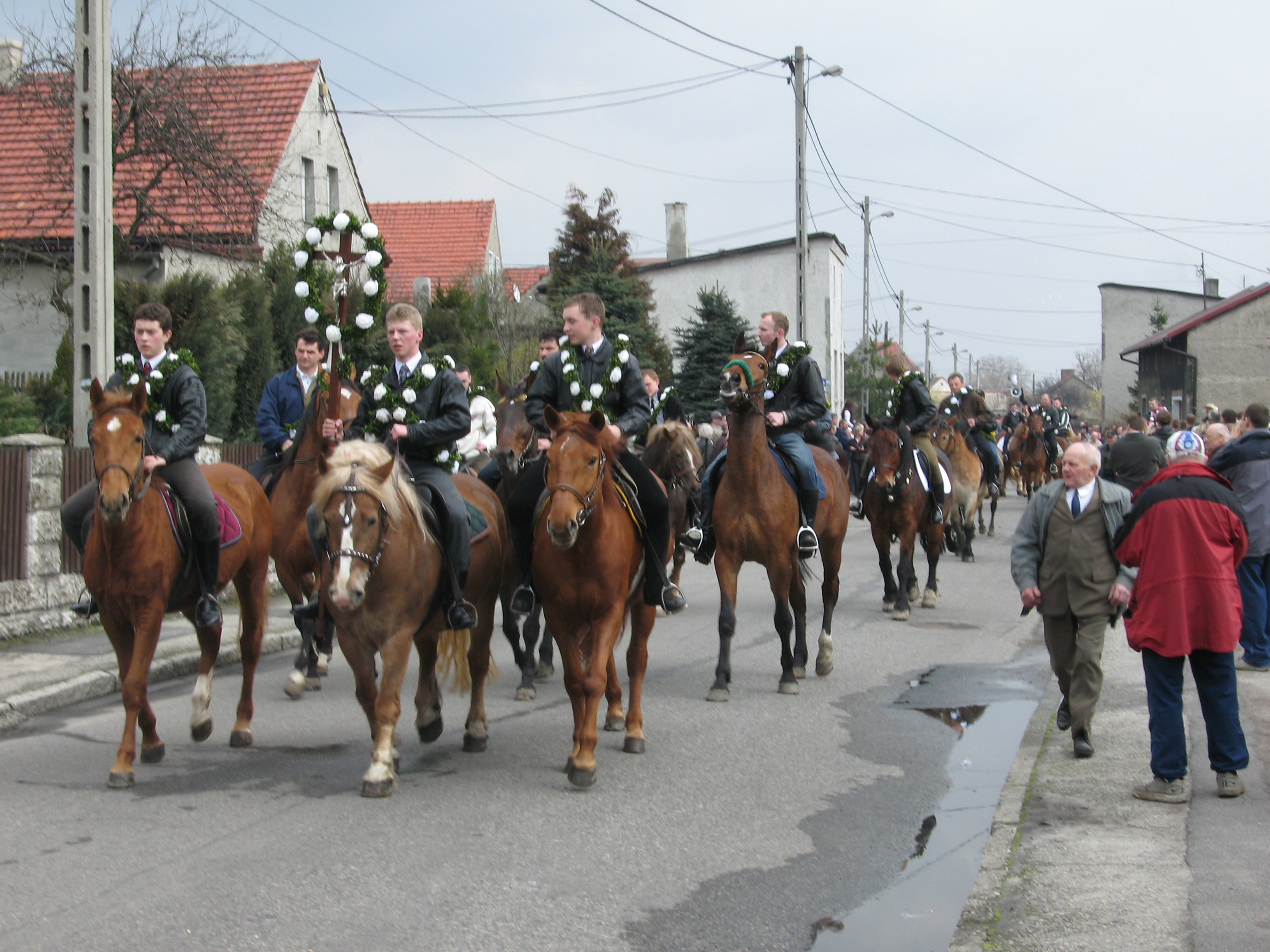
Gliwice-Ostropa, ul. Architektów

W Ostropie procesja konna zwana jest Osterritt (niem. das Ostern – Wielkanoc, der Ritt – przejażdżka konna) i odbywa się w Poniedziałek Wielkanocny.

### Orszak
Jeźdźcy ubrani są w stroje jeździeckie, na które nakładają czarne skórzane kurtki. Nie noszą nakryć głowy. Przez ramię mają przełożone wieńce z bukszpanu ozdobione kwiatami.
Orszak jedzie w szyku trójkowym, co jest rzadkością (zazwyczaj jeźdźcy jeżdżą parami lub czwórkami). W pierwszej trójce niesiony jest krzyż procesyjny, a dalsi jeźdźcy niosą insygnia wielkanocne: Paschał, figurę Chrystusa Zmartwychwstałego i krzyż ze stułą.
Obecnie w procesji bierze udział około 60 jeźdźców z Ostropy i okolic.

### Przebieg
Procesja wyrusza o godzinie 13. spod kościoła pw. Ducha Świętego w Ostropie. Trasa wiedzie ze wschodu na zachodnią granicę miejscowości. Po obejściu granic jeźdźcy zjeżdżają się pod kościół. Procesja kończy się około godziny 17. nabożeństwem, a po nim jeźdźcy tradycyjnie rzucają wieńce na krzyż misyjny przed kościołem.
W czasie jazdy jeźdźcy śpiewają pieśni kościelne, odmawiana jest też modlitwa błagalna o dobre zbiory.

## Bieńkowice
Według księdza Franciszka Pawlara pierwszy objazd pól w podraciborskich Bieńkowicach odbył się w 1313 podczas sprzedaży ziemi przez jednego z właścicieli. Procesja w Bieńkowicach rozpoczyna się o godz. 13. pod kościołem pw. Wszystkich Świętych.
Procesja w Sudole rozpoczyna się także o godz. 13. przy plebanii; jest najliczniejszą w Raciborskiem. Na granicy obu miejscowości przy tzw. Urbanku obie procesje spotykają się. Jeźdźcy biorą później udział w wyścigach konnych.